# Sibalom (Antique)
Sibalom is een gemeente in de Filipijnse provincie Antique op het eiland Panay. Bij de laatste census in 2007 had de gemeente bijna 54 duizend inwoners.

## Geografie

### Bestuurlijke indeling
Sibalom is onderverdeeld in de volgende 76 barangays:
| - Alangan - Valentin Grasparil - Bari - Biga-a - Bongbongan I - Bongbongan II - Bongsod - Bontol - Bugnay - Bulalacao - Cabanbanan - Cabariuan - Cabladan - Cadoldolan - Calo-oy - Calog - Catmon - Catungan I - Catungan II - Catungan III - Catungan IV - Cubay-Napultan - Cubay-Sermon - District I - District II - District III | - District IV - Egaña - Esperanza I - Esperanza II - Esperanza III - Igcococ - Igdalaquit - Igdagmay - Iglanot - Igpanolong - Igparas - Igsuming - Ilabas - Imparayan - Inabasan - Indag-an - Initan - Insarayan - Lacaron - Lagdo - Lambayagan - Luna - Luyang - Maasin - Mabini | - Millamena - Mojon - Nagdayao - Nazareth - Odiong - Olaga - Pangpang - Panlagangan - Pantao - Pasong - Pis-Anan - Rombang - Salvacion - San Juan - Sido - Solong - Tabongtabong - Tig-Ohot - Tigbalua I - Tigbalua II - Tordesillas - Tulatula - Villafont - Villahermosa - Villar |

## Demografie
Sibalom had bij de census van 2007 een inwoneraantal van 53.934 mensen. Dit zijn 3.963 mensen (7,9%) meer dan bij de vorige census van 2000. De gemiddelde jaarlijkse groei komt daarmee uit op 1,06%, hetgeen lager is dan het landelijk jaarlijks gemiddelde over deze periode (2,04%).